# Cratere Dromore
Dromore  è un cratere sulla superficie di Marte.